# Egyházasbást
Egyházasbást (más néven Újbást, szlovákul Nová Bašta, korábban Kostolná Bašta) község Szlovákiában, a Besztercebányai kerület Rimaszombati járásában. A Novohrad-Nógrád UNESCO Globális Geopark települése. 

## Fekvése
Rimaszombattól 25 km-re délre, Fülektől 15 km-re délkeletre, a Cseres-hegységben fekszik.

## Története
A falu a Medvesalja egyik legjelentősebb községe. Közelében, a Pogányvár nevű fennsíkon kő- és bronzkori leleteket tártak fel. A mai települést 1267-ben Basthi néven említik először, de sokkal korábban alapították. A község ebben az időben az ajnácskői váruradalomhoz tartozott. Középkori erődített temploma – mely Szent István király tiszteletére volt szentelve – 1290 előtt épült. Későbbi birtokosai a Nyári és a Máriássy családok voltak. 1840-ben 528 lakosa volt, közülük 512 római katolikus.
Vályi András szerint „Egyházas Bást. Magyar falu Gömör Vármegyében, lakosai katolikusok, birtokosai több Uraságok, fekszik ez eléggé nagy falu Nógrád Vármegye szélén, ’s a’ Básti Nemességnek szülött földgye; Márjási, ’s Náthai Uraságok bírják. Határjában mindenféle vetemény megterem, réttye jó, legelője szoross, vagyonnyait két mértföldnyire hordgya piatzozásának helyére, fája mind a’ két féle, malma helyben, de mivel keresetre tsekély módgya van, második Osztálybéli.”
Fényes Elek szerint „Ó- és Egyházas-Bást, magyar falu, Gömör vgyében, a Medves hegynél, u. p. Rimaszombathoz délre 3 óra, 600 kath., 20 ref. lak., paroch. templommal. Többen birják.”
A trianoni békeszerződésig Gömör-Kishont vármegye Feledi járásához tartozott.

## Népessége
| Év:            | 1994. | 2004.    | 2014.   | 2024.   |
| -------------- | ----- | -------- | ------- | ------- |
| Emberek száma: | 607   | 529      | 505     | 498     |
| Eltérés:       |       | -12,85 % | -4,53 % | -1,38 % |

| Év:            | 2023. | 2024.   |
| -------------- | ----- | ------- |
| Emberek száma: | 500   | 498     |
| Eltérés:       |       | -0,40 % |

1910-ben 610, túlnyomórészt magyar anyanyelvű lakosa volt.
2001-ben 546 lakosából 493 (90.3%) magyar volt.
2011-ben 537 lakosából 402 magyar, 65 szlovák és 41 cigány volt.
2021-ben 483 lakosából 380 (+17) magyar, 64 (+4) szlovák, 24 (+47) cigány, 5 egyéb és 10 ismeretlen nemzetiségű volt.

## Neves személyek
- Itt született Ebeczky Béla (1858-1904) hivatalnok, Abellino álnéven költő, író.
- Itt töltötte gyermekkorát Nyáry Albert (1871-1933) festőművész, író, történész, régész és néprajzkutató.
- Itt élt Ebeczky Emil (1818-1891) tisztviselő, újságíró.
- Itt élt Bacskai Béla (1935-1980) festő.

## Nevezetességei
- Szent István temploma 1397-ben épült gótikus stílusban, később többször átépítették. Szentélyében csehsüveg boltozat látható.
- Pogányvár fennsíkján bronzkori földvár állott.
- Kastélyai közül az egyik ma is áll.
- Lakói egészen az 1950-es évekig népviseletben jártak. Ma is még sok tornácos ház áll a faluban.
- Falumúzeuma a község régi életét mutatja be.
- A község a Cseres-hegység turistaútjainak kiindulópontja.
- A határában levő kegyhely története onnan ered, hogy egyszer egy csordás néma fiacskája vizet keresett a Lőcse-patak medrében. Ekkor megjelent neki a Szűzanya, aki arra utasította, hogy a partoldalban kaparjon, ahonnan elő is buggyant a forrás. Miután a fiú ivott belőle, annak vizétől megszólalt. A hálás édesapa ezután egy Mária-szobrot készíttetett, melyet ide helyezett el. A kegyszobornak nemsokára kis kápolna épült, és kedvelt búcsújáróhely lett.